# Vjekoslav Spinčić
Vjekoslav Spinčić (Spinčići kraj Kastva, 23. listopada 1848. – Sušak, 27. svibnja 1933.) bio je hrvatski političar. 
Nakon studija teologije u Gorici i Trstu zaređen je 1872. za svećenika, a potom je studirao povijest i zemljopis u Pragu i Beču. Radio je kao nastavnik na Učiteljskoj školi u Kopru i školski nadzornik u kotarima Kopar i Volosko, a iz Učiteljske škole u Gorici otpušten je 1892. jer je na Gospodarskoj izložbi u Zagrebu izjavio da Istra pripada Hrvatskoj. 
Uz Matka Mandića i Matka Laginju najistaknutiji je djelatnik drugog naraštaja preporoditelja među Hrvatima u Istri te jedan od prvaka Stranke prava u Istri. Godine 1908. odbio je priznati sporazum Hrvatsko-slovenske narodne stranke s Talijanskom liberalnom strankom o uređenju političkih odnosa u Istri. Bio je dugogodišnji predsjednik prostvjetnog Društva sv. Ćirila i Metoda za Istru, a iz političkog života se povukao razočaran prepuštanjem Istre Italiji 1920. godine. 

## Djela
- Slavensko bogoslužje u Istri
- Narodni preporod u Istri

## Spomen
Spinčićevo ime nose ulice u Opatiji, Rovinju, Varaždinu, Zagrebu, Labinu, Puli, Poreču i Splitu.

## Također pogledajte
- Hrvatski narodni preporod u Istri
- pravaštvo u Istri
- Hrvatsko-slovenska narodna stranka